# محرشفة العرف الكراتافية
محرشفة العرف الكراتافية (الاسم العلمي:Lepidolopha karatavica) هي نوع من النباتات تتبع جنس محرشفة العرف من الفصيلة النجمية.